# Оравске Веселе
Оравске Веселе (словац. Oravské Veselé) — село, громада округу Наместово, Жилінський край. Кадастрова площа громади — 41,21 км².
Населення 2961 особа (станом на 31 грудня 2018 року). 

## Географія
Протікають річки Вагановський потік; Веселянка і Глибокий потік.

## Історія
Оравске Веселе згадується 1629 року.

## Населення
| Рік:            | 1994. | 2004.    | 2014.   | 2024.   |
| --------------- | ----- | -------- | ------- | ------- |
| Кількість осіб: | 2424  | 2738     | 2892    | 3081    |
| Різниця:        |       | +12,95 % | +5,62 % | +6,53 % |

| Рік:            | 2023. | 2024.   |
| --------------- | ----- | ------- |
| Кількість осіб: | 3064  | 3081    |
| Різниця:        |       | +0,55 % |